# Kira Kener
Kira Kener (San Jose, 11 agosto 1974) è un'ex attrice pornografica statunitense.
Suo padre è originario della Norvegia e sua madre proviene dal Vietnam.

## Biografia
Kira, prima di diventare un'attrice per adulti, lavorava come ballerina di lap-dance. Firmò poi un contratto per la Vivid Video nel 1999, e debuttò nel suo primo film intitolato Nurses. Inoltre, è stata Penthouse Pet of the Month for December 2002 ed è stata nella copertina del numero di Playboy del marzo 2002.
Ha anche contribuito alla scrittura del libro How to Have a XXX Sex Life: The Ultimate Vivid Guide, pubblicato nel 2004. Kira è stata anche inclusa tra le trenta pornostar nel libro XXX 30 Porn-Star Portraits, di Timothy Greenfield-Sanders. Kira è stata sotto contratto esclusivo con la Vivid Video dal 1999 al 2005.
Nel 2007 la Digital Playground ha pubblicato il DVD Virtual Sex With Kira Kener. In quello stesso anno Kira è stata in causa con la Vivid Video.
Attualmente vive in Carolina del Nord e continua il suo lavoro di ballerina di lap-dance in tutti gli Stati Uniti.

## Filmografia
- Chateau Margo (1997)
- Late Show (1997)
- Dyanna Presents Interactive Body Parts (1999)
- Nurses (1999)
- Window (1999)
- Interactive Mind Teazzer - Kira Kener (2000)
- 20 Candles (2000)
- Eye Spy (2000)
- Facade (2000)
- House Sitter (2000)
- Inner Vision (2000)
- True Blue (2000)
- Amazing Asians - Asian Persuasion (2001)
- Arrangement (2001)
- Asian Anal Party (2001)
- Breathe (2001)
- Everybody Loves Rimmin' (2001)
- Kira Kener - Amazing Asians (2001)
- Kobe Tai - Amazing Asians (2001)
- Obsession (2001)
- Rearview Kobe (2001)
- Young Bonzai Bunz (2001)
- 3 Into Kobe Tai (2002)
- 3 Into Tori Welles (2002)
- Balls Rush In (2002)
- Boobs Are Cool (2002)
- Bucket of Love (2002)
- Deep Inside April (2002)
- Deep Inside Kira (2002)
- Eye Spy Kira Kener (2002)
- Glazed and Confused (2002)
- Jenna Jameson Revealed (2002)
- Jenna Jameson Untamed (2002)
- Open All Night (2002)
- Prisoner (2002)
- Raylene - Up Close & Personal (2002)
- Rearview - Anna Malle (2002)
- Rearview Brittany O'Connell (2002)
- Rearview Inari (2002)
- Rearview Julie Rage (2002)
- Rearview T.J. Hart (2002)
- Teen Angel (2002)
- The Complete Dildo (2002)
- Thrills Part One (2002)
- Ultimate Kira Kener (2002)
- Ultimate Orgies (2002)
- Where the Boys Aren't 14 (2002)
- Where the Boys Aren't 15 (2002)
- Young Halli Aston (2002)
- Young Jenna (2002)
- Young Krista Maze (2002)
- Your Crack Is My Snack (2002)
- 5 Star Taylor (2003)
- Amazing Feets (2003)
- Astounding Ass Pounding (2003)
- Bang My Teen Ass (2003)
- Bare With Me (2003)
- Beat Off to the Off Beat (2003)
- Bend Her (2003)
- Bent Over Doggie Style (2003)
- Boot Lick Babes (2003)
- Bum Rush (2003)
- Butt Floss Chronicles (2003)
- Cans for Days (2003)
- Chi Chi LaRue's Rack 'Em (2003)
- Chow Hung (2003)
- Chow Mai Poon (2003)
- Chow Yung Ass (2003)
- Comfort Food (2003)
- Dairy Made (2003)
- Dickochet (2003)
- East Eats West (2003)
- Freak-A-Ho (2003)
- Fukiyaki (2003)
- Ga Ga For Gazongas (2003)
- He'll Be Coming On Her Mountains (2003)
- Hollywood Orgies - Jenna Jameson (2003)
- I'm Into Big Tits (2003)
- In One Hole, Out the Other (2003)
- Johnny Come Greatly (2003)
- Kind of a Drag (2003)
- Let's Play Clit Hockey (2003)
- Ms. Fortune (2003)
- Pacific Rimmers (2003)
- Put a Cock In It (2003)
- Queer Eye (2003)
- Rectal Rampage (2003)
- Reflections in a Window (2003)
- Salty Snacks (2003)
- Seamy Valley (2003)
- Secrets of Titty Fucking (2003)
- Sodom Insane (2003)
- Super Suckers Of Porn (2003)
- Swirl (2003)
- The Axis of Anal (2003)
- The Cheap Seats (2003)
- The History of Fetish (2003)
- Tits Up Taipei (2003)
- Tokin' on the Dong (2003)
- Tons of Tits (2003)
- Virtual Love (2003)
- Wet Behind the Rears (2003)
- When Vivid Girls Go Anal (2003)
- Where the Boys Aren't 17 (2003)
- Whip Cracker (2003)
- You've Got Anal (2003)
- 5 Star Cheyenne (2004)
- 5 Star Dayton (2004)
- 5 Star Kira (2004)
- Ace In the Hole (2004)
- All About Kira (2004)
- All for Cum and Cum For All (2004)
- All Star Black Girls (2004)
- Amazing Asian Ass (2004)
- Analog (2004)
- Any Dorm in a Storm (2004)
- Ass Aspect (2004)
- Assume the Position (2004)
- Award Winning Sex Scenes (2004)
- Bad Kitty (2004)
- Banned! Anal Edition (2004)
- Banned! Asian Edition (2004)
- Banned! Kinky Edition (2004)
- Bassackwards (2004)
- Bento Box (2004)
- Best of Show (2004)
- Body Shots (2004)
- Booby Hatch (2004)
- Butt Cherries (2004)
- Butt In Your Lip (2004)
- Camel Toe (2004)
- Camel Toe Jockey (2004)
- Can't Get Enough Muff (2004)
- Chain of Command (2004)
- Cow Tipping (2004)
- Cream Rinse (2004)
- Dasha's Wetfest (2004)
- Down Time (2004)
- D's Please (2004)
- Dual Air Bags (2004)
- Everhard Evermore (2004)
- Finger Frenzy (2004)
- Fries With That Burger (2004)
- Front Loadin' Housewives (2004)
- Frosted (2004)
- Hard to Swallow (2004)
- Heeeeere's Kira! (2004)
- Heeeeere's Raylene! (2004)
- Heeeeere's Taylor! (2004)
- Hot Links (2004)
- I'm Into Asians (2004)
- I'm Into Brunettes (2004)
- I'm Into Kinky Sex (2004)
- I'm Into Lesbians (2004)
- I'm Into Orgies (2004)
- Jackie and Jill (2004)
- Jizz Jockeys (2004)
- Just Keeps on Going (2004)
- Kira At Night (2004)
- Kira Does Giganticocks (2004)
- Krakahoa (2004)
- Laid & Sprayed (2004)
- Let's Do Ass (2004)
- Lets Play Lick My Finger (2004)
- Lez Talk, More Action (2004)
- Loading and Unloading Only (2004)
- Menage A Toy (2004)
- Monster Tits (2004)
- Multiple Pussynalities (2004)
- Nasty As I Wanna Be - Kira (2004)
- Nasty As I Wanna Be - Mercedez (2004)
- One For the Load (2004)
- Out of Control (2004)
- Pussy on a Platter (2004)
- Samurai Pie (2004)
- Satisfaction Guaranteed - Chloe Jones (2004)
- Satisfaction Guaranteed - Dasha (2004)
- Satisfaction Guaranteed - Kira (2004)
- Slitfaced (2004)
- Spanking and Our Gang (2004)
- Spending the Night With Jenteal (2004)
- Spending the Night with Kira (2004)
- Steer From the Rear (2004)
- Super Suckers of the Orient (2004)
- Supersize Those Tits (2004)
- Sweet 'Ho Alabama (2004)
- Take a Ride on My Backside (2004)
- Tic, Toc, Dick, Doc (2004)
- Tongue-a-lingus (2004)
- Try The Pie (2004)
- Udderly Ridiculous (2004)
- Unfinished (2004)
- Vivid Girl - Kira (2004)
- Vivid Girl Confidential - Kira Kener (2004)
- Vivid Superstars - Dasha (2004)
- Welcome Waggin' (2004)
- Where the Boys Aren't 16 (2004)
- Your Ball, Corner Pocket (2004)
- Zero To Horny in 6 Seconds (2004)
- All About Anal (2005)
- All Net (2005)
- And The Envelope Please - Kira Kener (2005)
- And the Envelope Please - Tawny Roberts (2005)
- Asian Assfixiation (2005)
- Asian Liaison (2005)
- Asian Take Out (2005)
- Ass Spelunking (2005)
- Best Feet on the Planet (2005)
- Bubblegum Balls (2005)
- Bumper to Bumper (2005)
- Count Spermula (2005)
- Cum Filled Belly Buttons (2005)
- Dasha - Like A Geyser! (2005)
- Dasha's Fountain of Love (2005)
- Eastern Art of Anal (2005)
- Editor's Choice - Dasha (2005)
- Editor's Choice - Kira Kener (2005)
- Giant Clam (2005)
- Gimme Some Brains! (2005)
- Heeeeere's Savanna! (2005)
- Hump Day Chronicles (2005)
- I'm Up For Anal (2005)
- Interlube (2005)
- Julian's Greatest Misses (2005)
- Last Girl Standing (2005)
- Les Bitches (2005)
- Little Orgy Porgy (2005)
- Map To the Stars Beds (2005)
- Meet The Buttinskys! (2005)
- Nurses Orders (2005)
- Oral Secrets of the Geishas (2005)
- Orally Oriented (2005)
- Perfecting the Art of Sodomy (2005)
- Plenty of Balls to Go Around (2005)
- Pounding the Pavement (2005)
- Retaliasian (2005)
- Ride 'Em Girl Cow! (2005)
- Satisfaction Guaranteed - Raylene (2005)
- Screwin' in Scrubs (2005)
- See Senora (2005)
- Spending the Night With Janine (2005)
- Steak and Blowjob Day (2005)
- T.T. Boy's Greatest Hits (2005)
- Tae Kwon Blow (2005)
- The Incredible Kira (2005)
- The Incredible Tawny Roberts (2005)
- The New Royals - Kira Kener (2005)
- The New Royals - Raylene (2005)
- The New Royals - Tawny (2005)
- There's More Where That Came From (2005)
- Tongue Fu (2005)
- Toy With My Ass (2005)
- Unleashed in the East (2005)
- Unlock the Trunk (2005)
- Viet Cum (2005)
- Vivid Superstars - Dayton (2005)
- Vivid Superstars - Doin' Anal (2005)
- Vivid's Hall of Fame - Kira Kener (2005)
- Wow What a Rack! (2005)
- Wow! What a Rimjob! (2005)
- Yangtze Yank-me (2005)
- What Happens in Dasha Stays in Dasha (2006)
- What Happens in Kira Stays in Kira (2006)
- World Class Asians (2006)
- Virtual Sex With Kira Kener (2007)
- Young Inari (?)